# Erick Osornio
Erick Nunez Osornio (3 de maio de 1983 em San Juan del Río, Querétaro) é um praticante mexicano de taekwondo. Nos Jogos Olímpicos de Verão de 2012, ele competiu na competição masculina de 68 kg, mas foi derrotado na primeira rodada.